# Septic Death
A Septic Death rövid életű amerikai hardcore punk/thrashcore együttes volt, amelyet Pushead alapított. 1981-ben alakultak az Idaho állambeli Boise-ban, és 1986-ban oszlottak fel. Annak ellenére, hogy a zenekar rövid életű volt, több más együttesre is hatással volt, például az Integrityre, a Von-ra, a Citizens Arrest-re, az Infest-re,  a Rorschach-ra és több egyéb együttesre, amelynek kötődései vannak a hardcore punk és extrém metal szcénákhoz.

## Története
Az együttes mindössze csak párszor koncertezett rövid pályafutása alatt, leginkább Boise-ban. A zenekar eleinte nem is szándékozott koncertezni, később azonban mégis megtették. Az első koncertjük, amelyet egy helyi pizzériában tartottak, hamar véget ért, mikor az együttest mindössze hat dal után kidobták. Ezen kívül a Septic Death leginkább a városban fellépő együttesek elő-zenekaraként szolgált.
Diszkográfiájuk többsége mára már nem elérhető, ezért több kalóz-kiadvány (angolul bootleg) is készült. 2000 óta a Prank Records egy Chumoku nevű válogatáslemezen dolgozik, amely a zenekar egész diszkográfiáját tartalmazza, az album 2017-ben jelent meg. Pushead jelenleg művészként dolgozik. Paul Birnbaum dobos később olyan csapatokban játszott, mint az Attitude Adjustment vagy a Haggis, manapság pedig a Septic Death gitárosával, Jon Taylorral játszik a Little Miss and the No-Names nevű együttesben. Michael Matlock basszusgitáros pedig Los Angelesbe költözött.
A Septic Death nagy hatással volt a powerviolence és metalcore stílusokra. A zenekar stílusát a rajongók időnként "horror hardcore" névvel illetik.
A Septic Death dalait olyan együttesek dolgozták már fel, mint a Rorschach, az Integrity, az Extreme Noise Terror vagy a Napalm Death.

## Diszkográfia
Stúdióalbumok
- Now That I Have The Attention, What Do I Do With It? (1986)
- Theme From Ozo Bozo (1992)

EP-k
- Need So Much Attention 12" (1984)
- Time Is The Boss (koncert EP, 1985)
- Burial Mai So 7" (1987)
- Kichigai 7" (1988)
- Somewhere In Time 7" (1988)
- Daymare 7" (1992)
- Two Seven Halves (split lemez a Rocket from the Crypttel, 1992)
- Septic Death (1996)
- Uncontrollable Proof (1999)

Válogatáslemezek
- Cleanse The Bacteria (1985)
- A Nightmare Takes A Nap: Volume 1 (díszdobozos kiadás, 1990)
- Attention (1991)
- A Nightmare Takes A Nap: Volume 2 (díszdobozos kiadás, 1993)
- A Nightmare Takes A Nap: Volume 3 (díszdobozos kiadás, 1998)
- Desperate For Attention (1998)
- Crossed Out Twice (1999)
- Victim Of A Thought Crime (2000)